# 五条為適
五条 為適（ごじょう ためゆく）は、江戸時代前期の公卿。権中納言・五条為経の子。官位は従二位・権中納言、文章博士、贈権大納言。五条家13代当主。

## 経歴
慶長16年（1611年）2月、従五位下に叙される。慶長18年（1613年）1月、侍従となる。
慶長19年（1614年）1月、少納言・文章博士になる。寛永5年（1628年）4月、大内記となる。寛永9年（1632年）正月、従三位に叙される。寛永10年（1633年）11月12日、大蔵卿となる。寛永16年（1639年）、参議となる。慶安元年（1648年）12月22日、権中納言となる。
年号慶安の勘申者である。

## 系譜
- 父：五条為経
- 母：堯恵[1]の娘
- 正室：福島高晴の娘
- 生母不明の子女
  - 男子：五条為庸
  - 男子：若江理長 - 寛永11年（1634年）絶家再興
  - 女子：池尻共孝室
  - 女子：恵照院 - 鶴、細川立孝正室